# Erigeron hyrcanicus
Erigeron hyrcanicus là một loài thực vật có hoa trong họ Cúc. Loài này được Bornm. & Vierh. mô tả khoa học đầu tiên năm 1906.